# One Foot in the Grave (album)
Pour les articles homonymes, voir One Foot in the Grave (série télévisée).
 (novembre 2018).
Albums de Beck
Mellow Gold
(1994) Odelay
(1996)
One Foot in the Grave est le quatrième album de Beck, sorti le 27 juin 1994 mais enregistré en octobre 1993. L'album a été produit par Calvin Johnson et distribué par K Records.
Le disque présente des morceaux de blues minimaliste croisés avec un peu de punk rock.

## Titres
1. He's a Mighty Good Leader
2. Sleeping Bag
3. I Get Lonesome
4. Burnt Orange Peel
5. Cyanide Breath Mint
6. See Water
7. Ziplock Bag
8. Hollow Log
9. Forcefield
10. Fourteen Rivers Fourteen Floods
11. Asshole
12. I've Seen the Land Beyond
13. Outcome
14. Girl Dreams
15. Painted Eyelids
16. Atmospheric Conditions